# Contea di Hezhang
La contea di Hezhang (赫章县S, HèzhāngP) è una contea della Cina, situata nella provincia del Guizhou e amministrata dalla prefettura di Bijie.